# 卡拉库尔绵羊

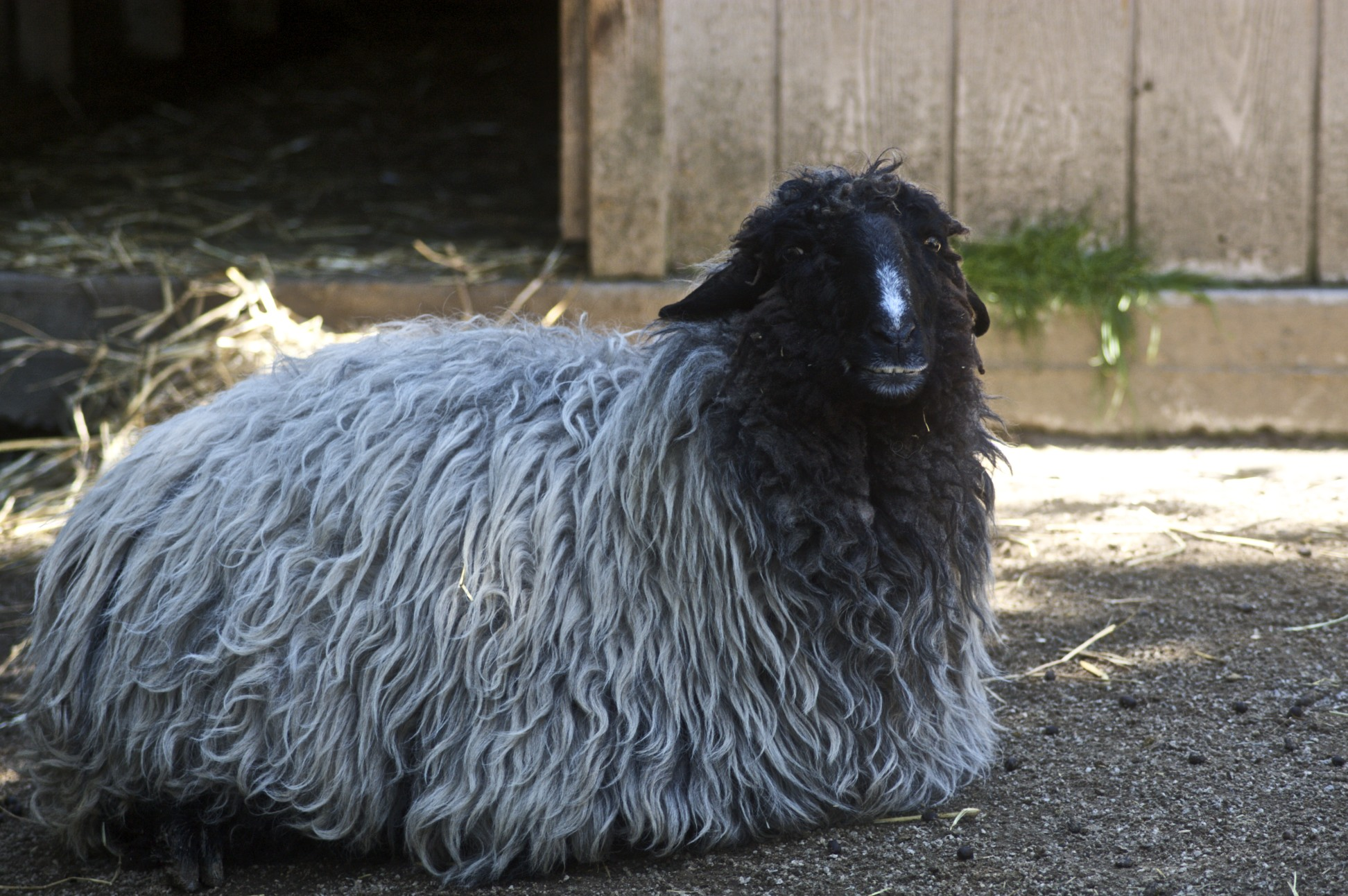
阿克伦动物园里的卡拉库尔绵羊

卡拉库尔绵羊（“黑湖羊”之意），得名于乌兹别克斯坦布哈拉州城市卡拉库尔的一个中亚家养绵羊品种。原产地是中亚的乌兹别克斯坦、土库曼斯坦、哈萨克斯坦和塔吉克斯坦等地。考古表明，该品种从公元前1400年代逐步开始驯化。
来自中亚荒漠地区的卡拉库尔绵羊以其在极端恶劣的环境下觅食和成长的能力而著称。它们可以依靠尾巴中储存的脂肪在干旱条件上生存。在非洲的纳米比亚也拥有大量的卡拉库尔绵羊，它们是德国殖民者于20世纪初引入的。

## 人类利用

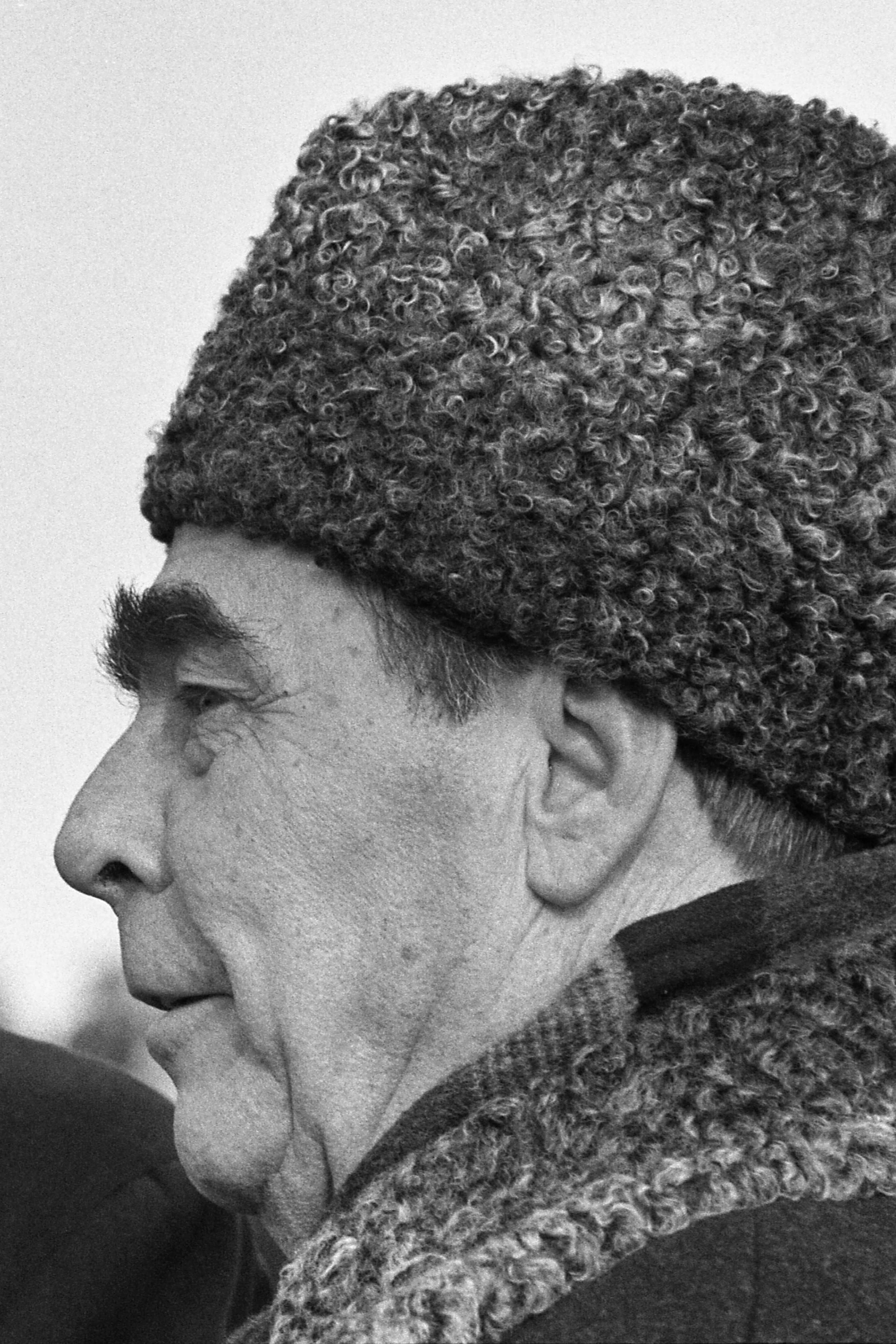
头带卡拉库尔帽的勃列日涅夫

卡拉库尔绵羊是一种多用途的品种，可以获得奶、肉、皮和毛等多种产品。作为一种大尾羊，它们肉质鲜嫩。成年卡拉库尔绵羊具有两层羊毛，人们将粗毛从底毛中分离出来，用粗羊毛制作外套、地毯和毛毡。

### 卡拉库尔羔皮
卡拉库尔绵羊的羊羔皮和胎羊皮是非常珍贵的毛皮。新生卡拉库尔绵羊的毛皮被称为“卡拉库尔羔皮”（karakul或caracul，土库曼语称garaköli bagana）、“斯瓦卡拉羔皮”（swakara，特指产于非洲西南部的）、“阿斯特拉罕羔皮”（astrakhan，产于俄罗斯阿斯特拉罕）、“波斯羔皮”（Persian lamb，意大利语称agnello di Persia）和“克里米亚羔皮”（krimmer，产于俄罗斯克里米亚）等。深色是显性的，且羊羔的颜色一般会随年龄的增长而加深。卡拉库尔胎羊皮，在英文中被称为“broadtail”（大尾羔羊皮）或“karakulcha”，在德语中被称为“Breitschwanz”。有时称呼新生羔羊和胎羊的毛皮的词语是可以互换使用的。人们将卡拉库尔羔皮制成各种服饰，如阿斯特拉罕帽或卡拉库尔帽，在高级时装中也应用广泛。

## 图集

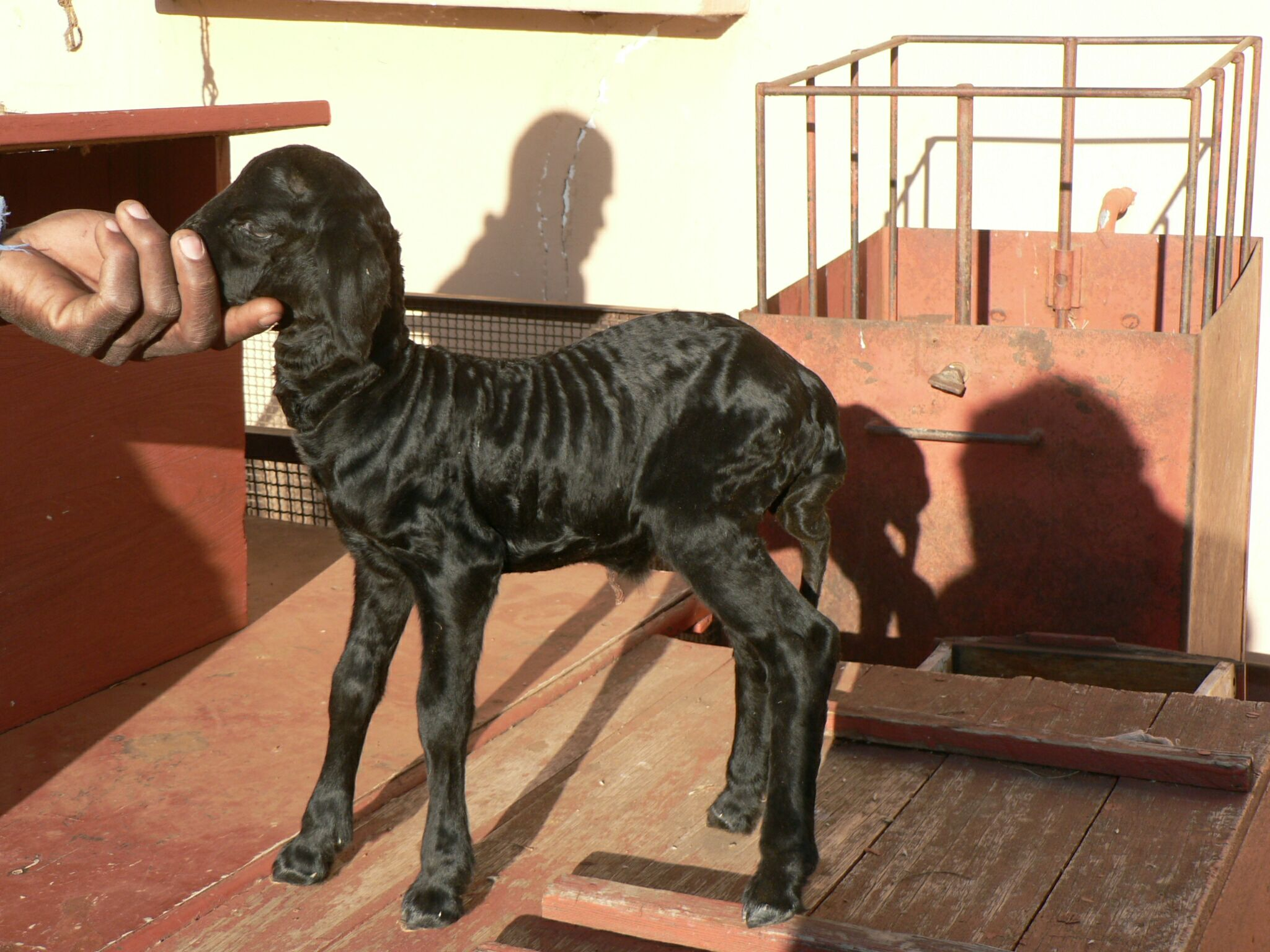
纳米比亚的卡拉库尔羊羔
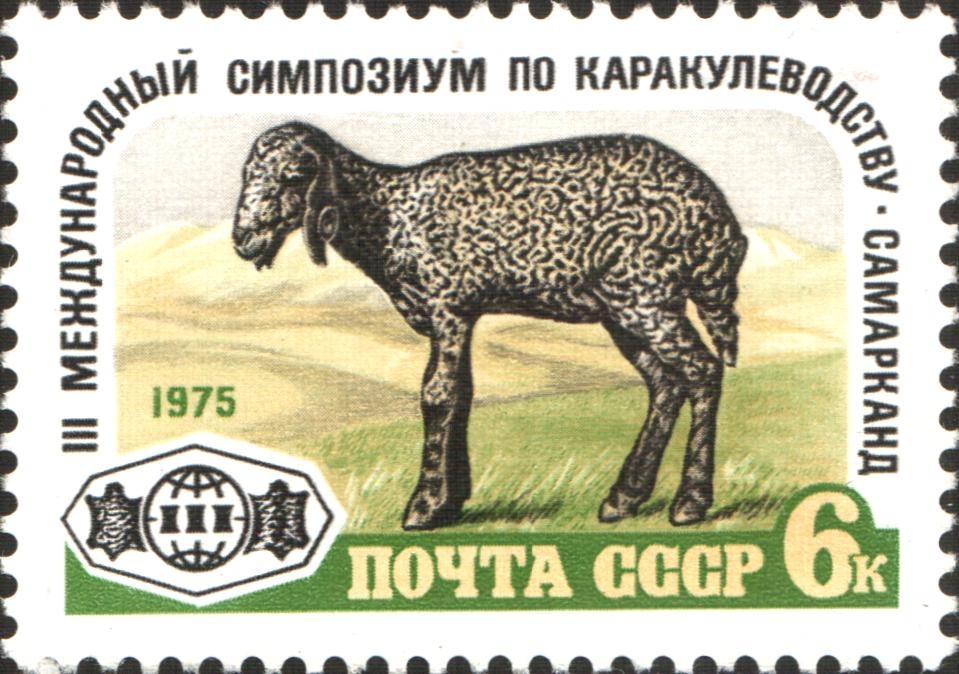
苏联邮票上的卡拉库尔绵羊
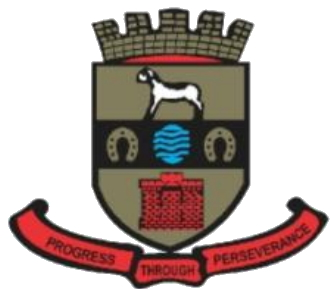
纳米比亚城市卡拉斯堡的市徽
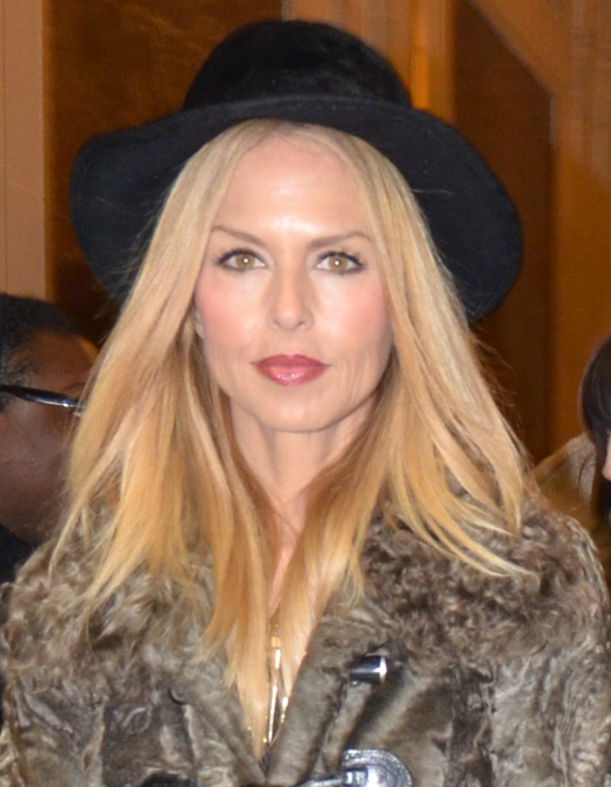
卡拉库尔羔皮时装
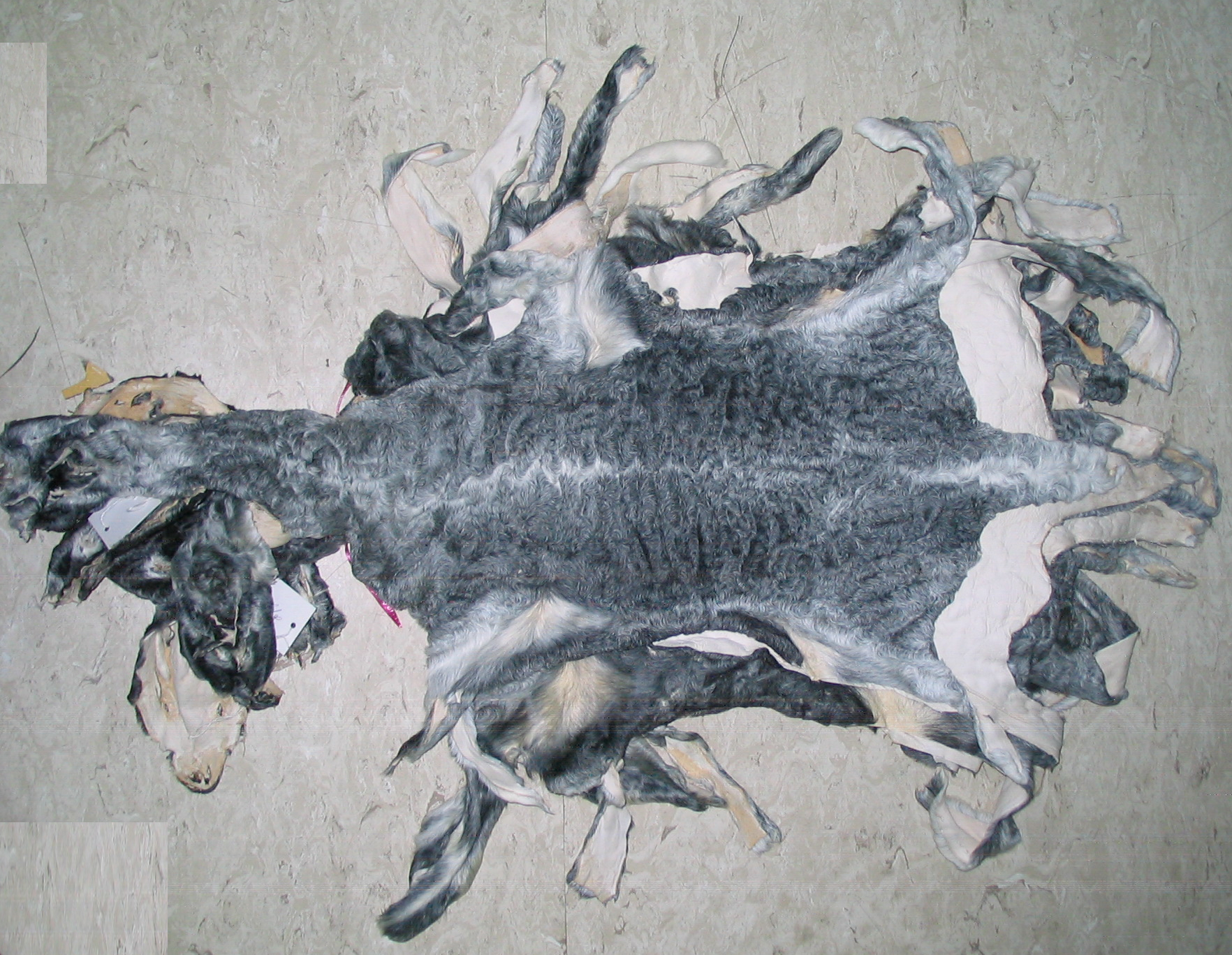
卡拉库尔绵羊皮